# Ermemiro II di Cardona
Ermemiro di Cardona (metà X secolo circa – dopo il 1005) fu visconte di Cardona dal 980 circa al 1005 circa.

## Origine
Di Ermemiro non si conoscono gli ascendenti

## Biografia
Di Ermemiro II si hanno poche notizie.
Lo troviamo citato una prima volta, col titolo di visconte (Ermimiro vicescomes) il 18 maggio 981, nel documento n° 6 del Diplomatari de la vila de Cardona, anys 966-1276 (non consultato), inerente ad una compravendita; in questo documento viene citata anche la viscontessa Ermetrude (Ermetruites vicecomitissa), moglie di Wadaldo o Guadall II, predecessore di Ermemiro, che porterebbe a pensare che rimasta vedova, lo avesse sposato, in seconde nozze.
Ermemiro visconte di Cardona lo troviamo citato in altri due documenti:
- il documento n° 141 delle Preuves de l'Histoire générale de Languedoc avec des notes et les pièces justificatives, datato 25 luglio 987, inerente ad una donazione al monastero di Santa Maria de Serrateix, da parte di Ermemiro (Ernemirus vicecomes) precisando (vicecomite Cardone), riportando di essere stato investito dal conte di Barcellona, Gerona, Osona e Urgell, Borrell II (Senior Borrello comes)[2],
- il documento n° 28 del Diplomatari del monestir de Santa Maria de Serrateix, datato 25 marzo 988, inerente ad una donazione al monastero di Santa Maria de Serrateix, da parte di Ermemiro (Ernemirus vicecomes), riportando di essere stato investito nella viscontea di Cardona dal conte di Barcellona, Gerona, Osona e Urgell, Borrell II (in II anno ordinacionis sue, quam odinatus fuit a dompno Borrello comite vicecomitem Cardone)[3]; questo documento venne poi anche firmato, dopo circa due secoli dal visconte Guglielmo I de Cardona e dalla moglie Geralda[4].

Non si conosce l'anno esatto della morte di Ermemiro II, che avvenne nei primi anni del secolo XI.

## Matrimonio e discendenza
Di Ermemiro non si conosce il nome di una eventuale moglie, né si hanno notizie di una sua discendenza

### Fonti primarie
- (LA)  Histoire générale de Languedoc, Tome V.
- (LA)  Diplomatari del monestir de Santa Maria de Serrateix Archiviato il 2 dicembre 2020 in Internet Archive..